# Autoroute de Pyongyang-Nampo
L'autoroute de Pyongyang-Nampo, également connue sous le nom d'autoroute de la Jeunesse Héroïque (en coréen hangeul : 청년영웅도로, en hanja : 青年英雄道路), est une autoroute nord-coréenne longue de 46,3 km qui part de Pyongyang, la capitale du pays, et se termine à Nampo, une ville du Golfe de Corée située dans la province du Pyongan du Sud. Elle comprend cinq voies par direction (soit 10 au total), ce qui fait d'elle la plus large autoroute de Corée du Nord. Cependant, elle est très peu empruntée, car le trafic individuel reste faible dans le pays. L'accès à Pyongyang depuis l'autoroute se trouve devant le Palais des enfants de Man'gyŏngdae, dans la rue Kwangbok, dans l'arrondissement de Man'gyŏngdae. C'est une route de type 1.

## Nom
La voie est d'abord appelée « autoroute Pyongyang-Nampo », avant d'être rebaptisée « autoroute de la Jeunesse Héroïque » par décret du président de l'Assemblée populaire suprême, en hommage aux jeunes personnes qui ont construit la route.

## Construction
La construction de l'autoroute commence en novembre 1998, et la voie express est ouverte au public en octobre 2000. Les travaux ont été effectués dans le cadre d'un plan de construction national, et ont été entamés malgré le manque considérable de machines et de matériel de construction. Durant la construction, 14 millions de mètres cubes de terre et 3 millions de mètres cubes d'asphalte ont été nécessaires pour construire la voie,. La construction de l'autoroute a également demandé la création de 80 structures d'irrigation, d'une cinquantaine de ponts ainsi que de routes de connexion d'une longueur totale de 83,6 km. Des espaces verts et forestiers ont été installés au bord de l'autoroute, et certains cours d'eau ont dû être modifiés à 33 endroits différents.